# NGC 3523
NGC 3523 ist eine Spiralgalaxie vom Hubble-Typ Sbc im Sternbild Drache. Sie ist schätzungsweise 326 Millionen Lichtjahre von der Milchstraße entfernt.
Das Objekt wurde am 2. April 1801 von dem Astronomen Wilhelm Herschel entdeckt.